# Sit sztywny
Sit sztywny (Juncus squarrosus L.) – gatunek kępowej rośliny wieloletniej z rośliny sitowatych. Zasięg obejmuje Europę zachodnią i środkową po Szwecję, Estonię, zachodnią Rosję i Ukrainę, brak tego gatunku na Bałkanach; rośnie także w Maroku. Zawleczony został do Australii, Nowej Zelandii, Finlandii, na wyspy archipelagu Svalbard, wyspę Jan Mayen, południową Grenlandię i do Ameryki Północnej. Występuje w Polsce na niżu i w niższych położeniach górskich, rozproszony, lokalnie rzadki, np. w Wielkopolsce i na północnym wschodzie.

## Morfologia

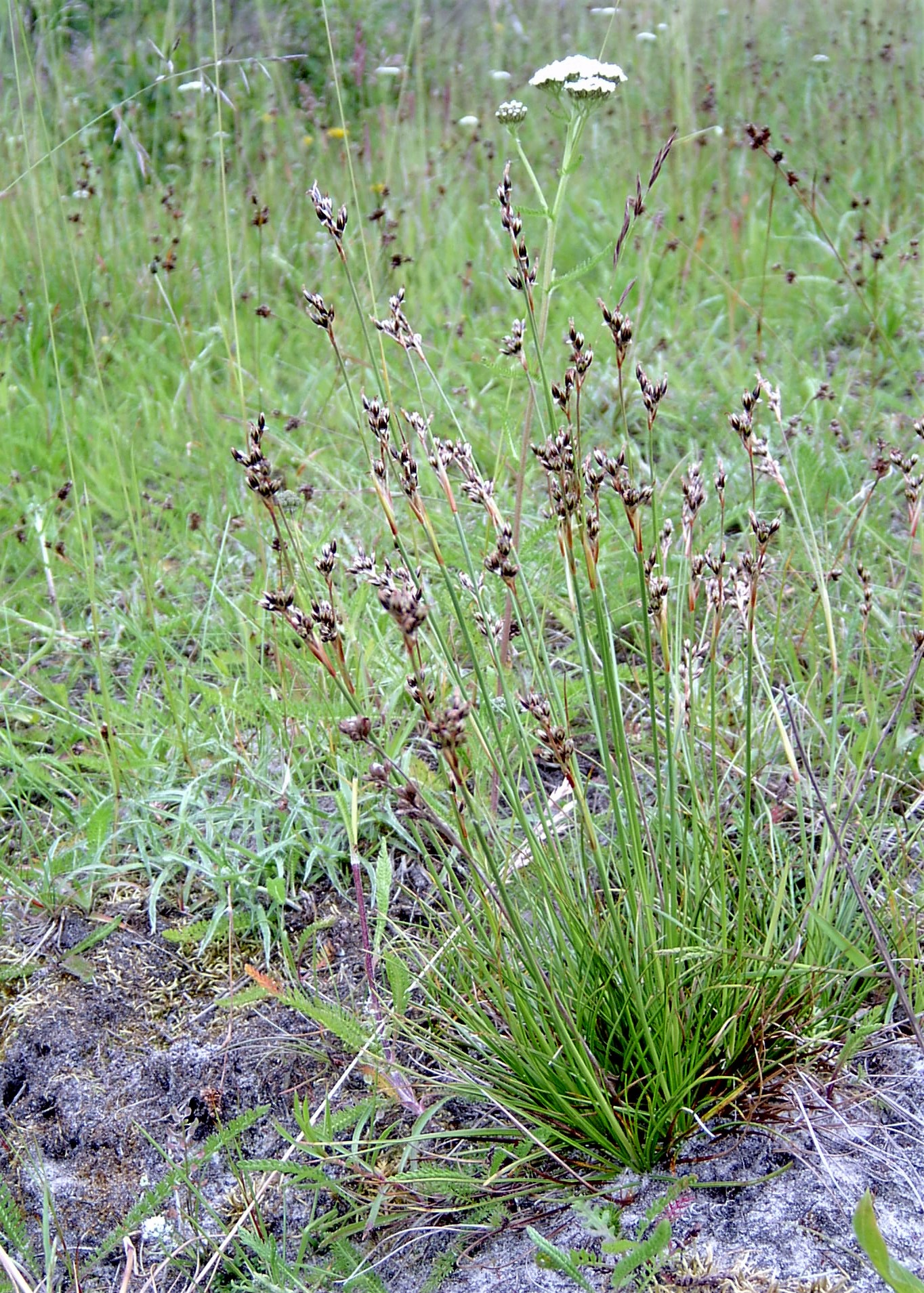
Pokrój

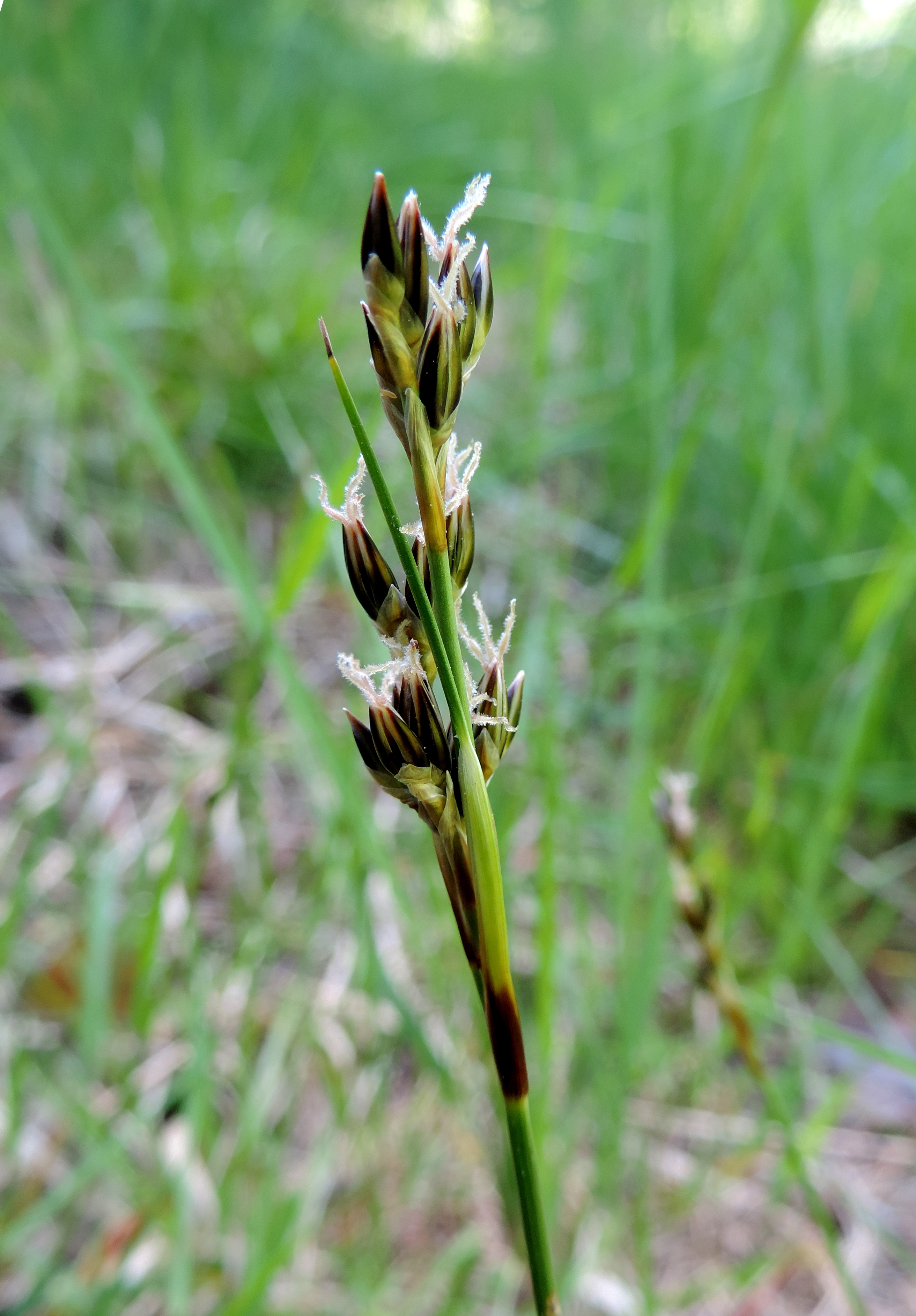
Kwiatostan w czasie kwitnienia

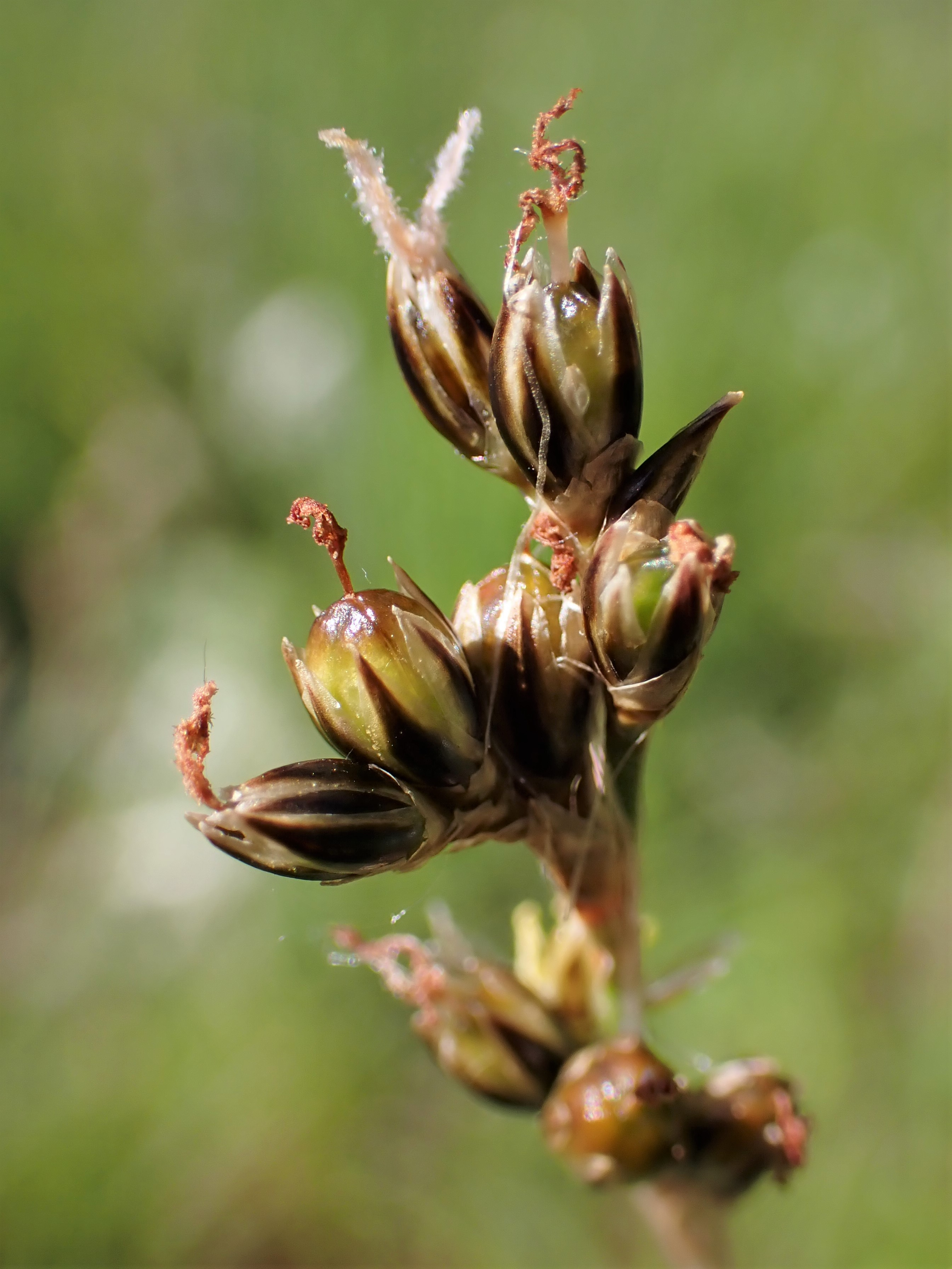
Owoce

PokrójRoślina sztywna, twarda, tworząca gęste, zbite kępy.
ŁodygiDługości od 20 do 50 cm, bezlistne między kępą liści odziomkowych i kwiatostanem.
LiścieWyłącznie odziomkowe, sztywne, grube, szydłowate. U nasady z pochwami z dwoma uszkami.
KwiatostanSzczytowy, przerywany, ze skupionych pojedynczych kwiatów. U nasady wyrasta przysadka krótsza od kwiatostanu.
KwiatDługości do 6 mm, listki okwiatu niezróżnicowane, jajowate, tępe, brunatne z białym obrzeżeniem. Kwitnie od czerwca do sierpnia.
OwocSucha, jajowata torebka, tępa, z drobnym ząbkiem na szczycie, trójkomorowa.
NasionaDrobne (do 0,7 mm długości), podłużne, brunatne.

## Biologia i ekologia
Rośnie na piaskach, w miejscach kwaśnych i wilgotnych – na wrzosowiskach, kwaśnych łąkach, w borach. W klasyfikacji zbiorowisk roślinnych gatunek charakterystyczny dla Ass. Nardo-Juncetum squarrosi.